# Жан Рей (хімік)
Жан Рей, або Жан Ре (фр. Jean Rey, 1583, Ле-Бюг, Франція — 1645, Ле-Бюг, Франція) — французький хімік і лікар. Ще до Антуана Лавуазьє висловив думку про збереження маси при хімічних процесах. Стверджував, що повітря має вагу, збільшення маси металів при кальцинації розглядав як процес з'єднання їх з певною кількістю повітря.

## Біографія
Жан Рей народився близько 1583 року у Ле-Бюг, що у регіоні Перигор у Франції. Після навчання у місті Монтобан отримав звання магістра мистецтв. У 1605—1607 роках вивчав медицину в університеті Монпальє. 1609 року одержав звання доктора медицини. Все життя жив і працював лікарем у Ле-Бюг. Про діяльність Ж. Рея як лікаря малощо відомо, однак, з небагатьох документів можна припустити, що як лікар він цінувався високо.
У 1630 році опублікував нарис «Про причину, через яку олово і свинець збільшуються у масі при кальцинації», що стала результатом пошуків ним відповіді на питання аптекаря, такого собі П'єра Бруна, чому олово і свинець збільшуються у масі при нагріванні.
Жан Рей листувався з Р. Декартом і одним з «кураторів наукового життя» Європи 1-ї половини 17 століття М. Мерсенном.
Останній запис про Ж. Рея вказує на те, що він був ще живий в 1645 році.

## Наукова діяльність
Розглядаючи питання підвищення маси олова і свинцю при прожарюванні (кальцинації), Ж. Рей висунув твердження, що повітря має вагу. З цього приводу він писав:   P. 32.  
|  | Наповніть балон повітрям за допомоги мехів, тоді ви помітите, що наповнений балон важить більше порожнього, настільки більше, наскільки більше повітря він містить порівняно з тим, що було там раніше. |

Ж. Рей також відзначав, що збільшення ваги може відбуватися тільки шляхом додавання матерії, а зменшення — тільки шляхом її віднімання.   P. 48.   Збільшення маси металів після прожарювання пояснював так:   P. 50 — 51.  
|  | Спираючись на викладене вище, я відповідаю на це питання і урочисто стверджую, що це збільшення ваги відбувається від повітря, яке у посудині було згущене, стало важким і через сильний і тривалий жар стало наче липким; це повітря змішується з жужелицею (цьому сприяє часте перемішування) і прилипає до її дрібних частинок подібно до того, як вода робить тяжчим пісок, який ви в неї кидаєте і перемішуєте з нею. |

Твердження Ж. Рея про те, що повітря має вагу і погляд його на процес горіння речовин як на процес з'єднання їх з певною кількістю повітря не були визнані хіміками і фізиками того часу. Пізніше подібні думки щодо горіння, зі своїми особливостями, висловлювали Р. Гук і Дж. Мейоу. Книжка Ж. Рея була перевидана у Парижі у 1777 році. З нею був знайомий А. Лавуазьє.
Ж. Рей винайшов прилад для вимірювання температури — рідинний «термоскоп», що є прототипом термометра, і, навіть, думав про використання його в медицині. Він описував його так:
|  | Це не що інше як маленька округла пляшечка з довгою, незакоркованою шийкою. При використанні її я ставлю її на сонце або даю у руки хворого на лихоманку пацієнта, потім наповнюю її всю, окрім шийки, водою. Тепло, розширюючи воду, примушує її підійматися більше або менше, відповідно до того наскільки тепло більше або менше. |

Ж. Рей висловив думку про збереження маси при хімічних процесах.

## Твори
- Jean Rey. Essays De Jean Rey, Docteur En Médecine, Sur La Recherche De La Cause Pour Laquelle L'estain Et Le Plomb Augmentent De Poids Quand On Les Calcine. Bazas, 1630.

Перевидання французькою мовою:
- Jean Rey. Essais de Jean Rey, docteur en médecine, sur la recherche de la cause pour laquelle l'étain et le plomb augmentent de poids quand on les calcine [Архівовано 30 жовтня 2016 у Wayback Machine.]. — Paris, 1777.
- Jean Rey. Essais de Jean Rey, docteur en médecine, sur la recherche de la cause pour laquelle l'étain et le plomb augmentent de poids quand on les calcine. — Paris, Hermann. 1907.

Переклад англійською мовою
- Jean Rey. The Essays of Jean Rey, Introduction by D. McKie, (London, 1951). QD11.A36 NO.11 D.McKie, in Ambix, 6 (1957—1958), 136-9. QD13.A49.

## Виноски
1. 1 2  Bibliothèque nationale de France BNF: платформа відкритих даних — 2011.
2. ↑  Deutsche Nationalbibliothek Record #12895292X // Gemeinsame Normdatei — 2012—2016.
3. ↑  Swartz A. Open Library — 2007.
4. 1 2 3 4  Richard S. Westfall. Rey, Jean. The Galileo Project. Rice University. Архів оригіналу за 25 березня 2016. Процитовано жовтень 2016. {{cite web}}: Зовнішнє посилання в |work= (довідка) (англ.)
5. 1 2 3   Jean Rey. Essais de Jean Rey, docteur en médecine, sur la recherche de la cause pour laquelle l'étain et le plomb augmentent de poids quand on les calcine. — Paris, Hermann. 1907. (фр.)
6. ↑  Sol Nudelman, D. D. Patton (editors). Nuclear Medicine, Ultrasonics, and Thermography [Архівовано 30 жовтня 2016 у Wayback Machine.]. — Plenum Press, New York, 1980. P. 403. ISBN 978-1-4684-3673-0 ISBN 978-1-4684-3671-6 (eBook) (англ.)
7. 1 2  M.M. L. Hallopeau, Alb. Poisson. The essays of Jean Rey [Архівовано 30 жовтня 2016 у Wayback Machine.]. // Popular Science Monthly. Volume 44. [Архівовано 30 жовтня 2016 у Wayback Machine.] Desember, 1893. P. 247—255. (англ.)
8. ↑  Charles Singer. A Short History of Science to the Nineteenth Century [Архівовано 30 жовтня 2016 у Wayback Machine.]. — New York, 1997. P. 298. ISBN 0-486-29887-6 (англ.)
9. ↑  Antoine-Laurent de Lavoisier. Les amis de Lavoisier. Архів оригіналу за 28 серпня 2016. Процитовано жовтень 2016. {{cite web}}: Зовнішнє посилання в |work= (довідка) (фр.) (англ.)
10. ↑  Van Praagh, Gordon. Physical Chemistry, Experimental and Theoretical: An Introductory Text-book [Архівовано 30 жовтня 2016 у Wayback Machine.]. — Cambridge University Press, 1950. — P. 63. — 295 p. (англ.)